# Suchcice (Mazovie)
Pour les articles homonymes, voir Suchcice.
Suchcice (prononciation : [suxˈt͡ɕit͡sɛ]) est un village polonais de la gmina de Czerwin dans le powiat d'Ostrołęka de la voïvodie de Mazovie dans le centre-est de la Pologne.
Il se situe à environ 8 kilomètres à l'ouest de Czerwin (siège de la gmina), 16 kilomètres au sud d'Ostrołęka (siège du powiat) et à 91 kilomètres au nord-est de Varsovie (capitale de la Pologne).

## Histoire
De 1975 à 1998, le village appartenait administrativement à la voïvodie d'Ostrołęka.